# Mount Twigg
Der Mount Twigg ist ein von einem nach Norden fließenden Gletscher halbierter Berg im ostantarktischen Mac-Robertson-Land. Er ragt 26 km südöstlich des Mount Maguire nahe dem Kopfende des Lambert-Gletschers auf.
Kartiert wurde er zwischen 1956 und 1958 anhand von Luftaufnahmen und Vermessungen im Rahmen der Australian National Antarctic Research Expeditions. Das Antarctic Names Committee of Australia (ANCA) benannte ihn nach Dudley Raymond Twigg (* 1928), Funkverkehrsüberwacher auf der Mawson-Station im Jahr 1958.